# Carpina
Carpina es un municipio en el estado de Pernambuco, Brasil. Está ubicado a 45 kilómetros de la capital del estado Recife. Tiene una población estimada al 2020 de 84 395 habitantes.

## Topónimo
Carpina proviene del tupí antiguo karapina, que era el nombre de una variedad de carpintero. El término pasó a ser aplicado también al oficio de la carpintería. El término fue incorporado a la lengua portuguesa junto con su variante, «carpina». Alrededor del 1822, un carpintero de nombre Francisco de Andrade Lima se instaló en la región. Por este hecho, la región pasó a ser llamada de Chã do Carpina (Chã: 'llanura, meseta'). Desde 1901 a 1938, la ciudad fue llamada de Floresta dos Leões. Ese año, adoptó el nombre Carpina, en referencia a su nombre original, Chã del Carpina.

## Historia

### Ocupación indígena
Alrededor del año 1000, la Zona de la Mata Norte de Pernambuco fue ocupada por tupís procedentes de la Amazonia, que expulsaron los antiguos habitantes tapuyas, que hablaban lenguas macro-ye, del interior del continente. En el siglo XVI, cuando los primeros europeos llegaron a la región, la misma era ocupada por los Tabajaras, descendientes de los tupís.

### Ocupación territorial de origen europeo
Aunque el actual territorio municipal de Carpina esté situado principalmente en la cuenca hidrográfica del río Capibaribe, se admite que habría recibido mayor influencia de aquellos que buscaban las matas septentrionales del actual estado de Pernambuco, con la esperanza de encontrar el deseado palo-brasil. Fue durante esta desforestación que comenzó la actividad azucarera, aquellos colonos que no disponían de recursos suficientes para la implantación de ingenios se dedicaban las actividades complementarias y dependientes de aquella actividad principal. De esta forma el pastoreo que se desarrolló al lado de la agricultura en el primer siglo de la colonización europea, se vio gracias a la búsqueda de otras regiones donde pudiera crecer sin perjudicar la agricultura naciente y su fijación en el Agreste y en el Sertón.
Entre las actividades complementarias dependientes de la azúcar, además de la ganadera ya citada, sobresalía la actividad maderera, necesaria a la confección de cajas para el embarque del azúcar para la corona.
Sobre ese plan de fondo, los madereros que desarrollaban su actividad en aquellos locales donde la materia-prima ocurriera en abundancia, se veían forzados a buscar mejores casas de campo aún no codiciados por los «nobles del azúcar».
Los colonizadores de la capitanía de Itamaracá, principalmente aquellos que se fijaron en el valle del río Goiana, fueron los primeros descendientes de los pioneros europeos en aquellas áreas, donde el río Tracunhaém cortaba la tierra cubierta de matas, en búsqueda de tierras para la agricultura de subsistencia. Codo con codo con esos pioneros, los madereros seguían la misma ruta, alcanzando las cabeceras de aquel río.

### Desarrollo
Con la apertura de la carretera de hierro para Limoeiro en 1881, la Chã do Carpina pasó a ser una estación intermediaria. El movimiento ferroviario incrementaba el comercio de la estación, aunque incipiente, pero prometedor.
La actividad comercial que se inició y se desarrolló en el local provocó la construcción de viviendas, en el inicio de barro, cercadas por las roza y cultura de subsistencia. Se cuenta que, alrededor del 1888 uno de los habitantes, João Batista de Carvalho, tuvo la iniciativa de expropiar un área para ahí construir la primera plaza de Chã de Carpina. Esa iniciativa fue combatida en la época especialmente por aquellos que tuvieron sus bienes expropiados, lo que no es difícil de entender. Hoy, el local es la principal plaza de la ciudad.

### Crecimiento y consolidación
El distrito del Chã do Carpina formaba parte del actual municipio de Nazaré da Mata. La denominación de Floresta dos Leões fue dada al distrito por la ley municipal (Paudalho) de n.º 12, datada de 15 de diciembre de 1901, en un homenaje a João Souto Mayor, líder de la Revuelta Pernambucana de 1817, apodado el León de Tejucupapo, y a sus seguidores los leones, que se habían refugiado en Chã do Carpina tras un combate con las tropas gobernistas.
La localidad fue elevada a la categoría de villa por la ley provincial de n.º 991, del 1 de julio de 1909. Allá, en pleno centro de la ciudad, existe un monumento con la imagen de un león. La ley n.º 1 931, del septiembre de 1928 creó el municipio con la denominación de Floresta dos Leões, que permaneció hasta 1938, cuando fue sustituida pela de Carpina, en faz del decreto-ley provincial de n.º 235, de 9 de diciembre de 1938. Su instalación ocurrió el 1 de enero de 1929.
Administrativamente, el municipio es formado por los distritos de: Carpina (sede) y de los poblados de Caramuru y Caraúba Torta. El municipio conmemora su emancipación política el día 11 de septiembre.

## Personalidades carpinenses
- Aguinaldo Silva
- Carla Lapa
- Constantino Leite Moisakis (Viejo Faceta)
- Everton Kempes de Santos Gonçalves
- Gilberto Galdino de Santos
- Sérgio Murilo Santa Cruz y Silva
- Silvério Persona